# Yapen

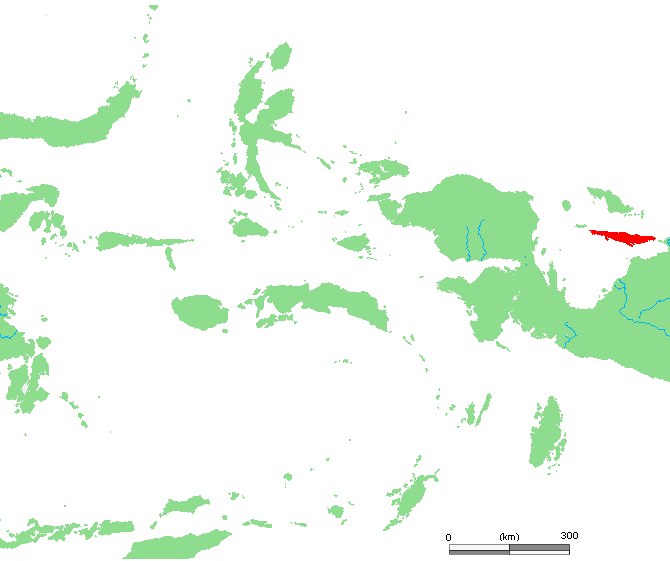
Localització de l'illa Yapen a la Badia Cenderawasih

Yapen (també com Japen, Jobi) és una illa de la província de Papua, Indonèsia. L'Estret de Yapen Strait separa Yapen i les Illes Biak al nord. Al sud-est de la costa de Yapen es troben les Illes Amboi i al sud-oest estan les Illes Kuran . Les poblacions que té són: Yobi, Randowaya, Serui, i Ansus. Té una superfície de 2.278 km². El seu punt més alt fa 1.496 m.
El primer europeu en avistar-la va ser Álvaro de Saavedra el 1528 va ser cartografiada com Isla de Oro. El 1545 va ser visitada per Íñigo Órtiz de Retes a bord del galió San Juan.

## Ecologia
Té aus i una flora única dins l'ecoregió dels boscos plujosos tropicals. Les dues àrees protegides cobreixen els dos terços de l'illa.